# Air Mediterranean
Air Mediterranean est une compagnie aérienne charter grecque basée à l'aéroport international d'Athènes, qui vole également pour le compte d'autres compagnies aériennes.

## L'histoire
La compagnie Air Mediterranean obtient son certificat de transporteur aérien (AOC) en janvier 2017 auprès de l'Autorité hellénique de l'aviation civile, conformément au règlement de l'Agence européenne de la sécurité aérienne (AESA),.
La volonté de la compagnie aérienne est de couvrir les écarts entre les pays à connectivité faible ou inexistante, reliant l'Europe aux marchés en expansion rapide du Moyen-Orient et de l'Afrique avec l'aéroport d'Athènes comme plaque tournante. Air Mediterranean commence ses opérations passagers régulières le 1er novembre 2017. Cependant, le 18 janvier 2018, la compagnie aérienne a suspendu tous ses vols jusqu'à nouvel ordre. En février 2018, la compagnie aérienne change de stratégie et se concentre uniquement sur les opérations d'affrètement.

## Destinations
A la date de juin 2020, Air Mediterranean propose des vols charter / ACMI ("aircraft, crew, maintenance, and insurance", une forme d'affrètement).

## Flotte

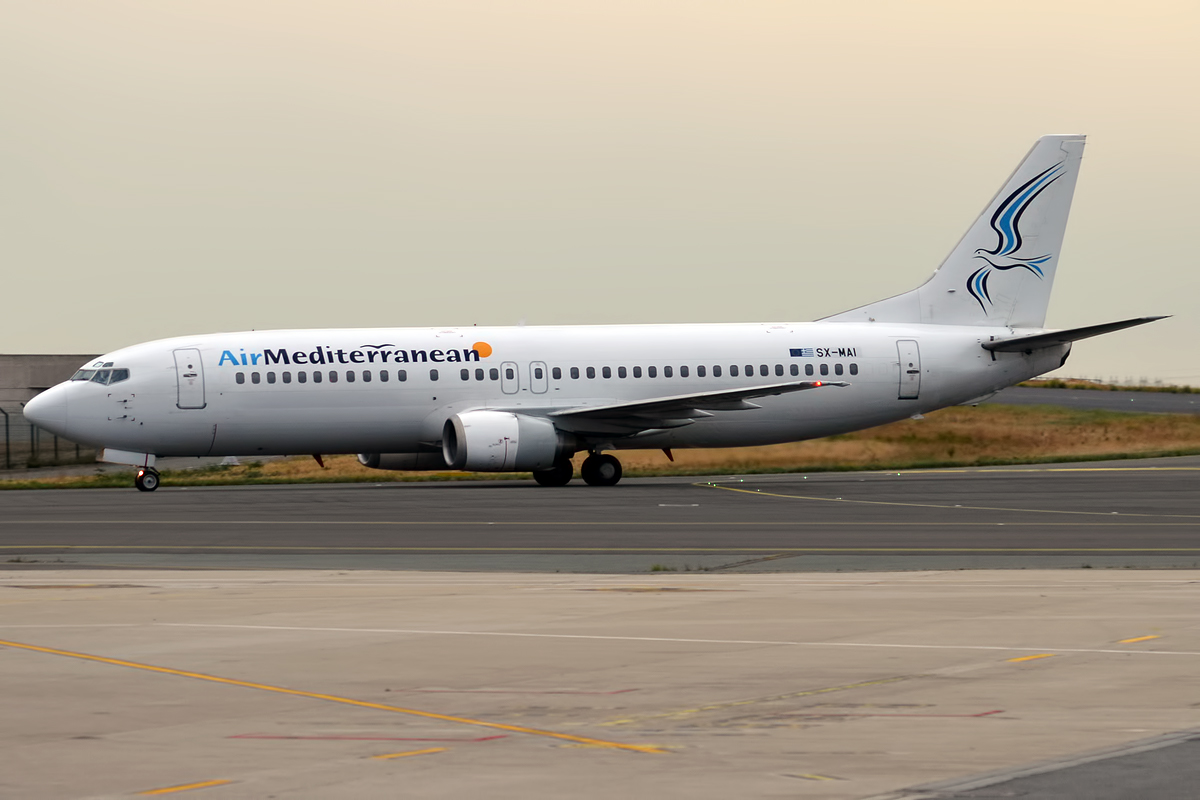
Air Mediterranean Boeing 737-400

En avril 2025, la flotte d'Air Mediterranean est composée des avions suivants :  